# Дюпласс, Джей
Ло́уренс Джей Дюпла́сс-мла́дший (англ. Lawrence Jay Duplass Jr.; род. 7 марта 1973, Новый Орлеан, США) — американский кинорежиссёр, сценарист и актёр. Наибольшую известность ему принесли фильмы «Мягкое кресло» (англ.  The Puffy Chair, 2005), «Сайрус» (англ. Cyrus, 2010),  «Джефф, живущий дома» (англ. Jeff, Who Lives at Home, 2011) и «Наизнанку» (англ. Outside In, 2017)  снятые в сотрудничестве с его младшим братом Марком Дюплассом. Джей Дюпласс в качестве актёра сыграл одну из главных ролей в комедийно-драматическом сериале «Очевидное» (англ. Transparent) вышедшем на платформе Amazon в 2014-2019 годах. Также Дюпласс является автором комедийно-драматического сериала HBO «Вместе» (англ. Togetherness) 2015—2016 года и сериала «Комната 104» (англ. Room 104) созданного им совместно с братом Марком Дюплассом . Премьера сериала «Комната 104» состоялась на телеканале HBO 28 июля 2017 года, а его показ завершился 9 октября 2020 года.

## Биография
Дюпласс Джей родился в Новом Орлеане, штат Луизиана, США в семье Синтии Эрнст и Лоуренса Дюпласс. Семья его была католической, ребёнком Джей посещал иезуитскую среднюю школу. Джей Дюпласс окончил Техасский университет в Остине с дипломом в области кино .  Как признается сам Джей Дюпласс в книге Роберт К. Элдер, любовь к кинематографу и желание заниматься кино в нем пробудил просмотр ещё в детстве фильма «Воспитывая Аризону» (англ. Raising Arizona 1987 год) .
В 2015 году  Джей Дюпласс и его брат Марк подписали контракт на сотрудничество с HBO .